# 2010년 아시안 게임 요르단 선수단
 요르단은 2010년 11월 12일부터 11월 27일까지 중화인민공화국 광저우에서 열리는 2010년 아시안 게임에 참가하였다.

## 메달 현황
| 종목   | 1 | 2 | 3 | 합계 |
| 가라데 | 1 | 1 | 1 | 3    |
| 태권도 | 1 | 1 | 1 | 3    |
| 합계   | 2 | 2 | 2 | 6    |

## 메달 리스트
| 메달 | 이름              | 종목   | 세부 종목  | 날짜      |
| ---- | ----------------- | ------ | ---------- | --------- |
|      | 하산 나빌         | 태권도 | 남자 -80kg | 11월 18일 |
|      | 마나르 샤스       | 가라데 | 여자 +68kg | 11월 25일 |
|      | 투란 다나         | 태권도 | 여자 -46kg | 11월 17일 |
|      | 알 나자르 바샤르  | 가라데 | 남자 -60kg | 11월 25일 |
|      | 나딘 다와니       | 태권도 | 여자 +73kg | 11월 20일 |
|      | 무타셈벨라 카이르 | 가라데 | 남자 -84kg | 11월 26일 |